# C'mon (Catch 'em by Surprise)
«C'mon (Catch 'em by Surprise)» que en español significa: "atrapalos por sorpresa" es una canción del disc jockey y productor holandés Tiësto, con la colaboración del disc jockey estadounidense Diplo. La canción cuenta con la voz del rapero estadounidense Busta Rhymes. El sencillo se lanzó el 14 de enero de 2011 en Países Bajos, Reino Unido, Finlandia y en los Estados Unidos por iTunes. «C'mon» es el primer sencillo de Tiësto que no está incluido en ningún álbum.
Una versión instrumental titulada simplemente C'Mon fue lanzada el 11 de mayo de 2010 por el sello de Tiësto, Musical Freedom y por Mad Decent, la discográfica de Diplo. Posteriormente, en la versión lanzada en 2011, se incluyen las voces de Busta Rhymes.

## Video musical
Se estrenó en el canal oficial de YouTube de Tiësto el 17 de diciembre de 2011.

## Formatos y remezclas
| Descarga digital |                                                 |          |  |
| N.º              | Título                                          | Duración |  |
| 1.               | «C'Mon» (Tiësto vs. Diplo] {feat. Busta Rhymes) | 3:32     |  |

| Maxi sencillo |                             |          |  |
| N.º           | Título                      | Duración |  |
| 1.            | «C'Mon» (Radio Edit)        | 3:32     |  |
| 2.            | «C'Mon» (Extended Club Mix) | 5:13     |  |
| 3.            | «C'Mon» (Jakwob Remix)      | 5:24     |  |
| 4.            | «C'Mon» (Instrumental)      | 3:32     |  |
| 5.            | «C'Mon» (A cappella)        | 3:29     |  |

## Posición en listas
| Lista (2011)                    | Mejor posición |
| ------------------------------- | -------------- |
| Alemania (Media Control AG)     | 68             |
| Bélgica (Flandes) (Ultratop 50) | 39             |
| Bélgica (Valonia) (Ultratop 50) | 39             |
| Canadá (Hot 100)                | 68             |
| Eslovaquia (Rádio Top 100)      | 54             |
| Finlandia (OFC)                 | 19             |
| Irlanda (IRMA)                  | 21             |
| Países Bajos (Dutch Top 40)     | 5              |
| Polonia (Dance Top 50)          | 10             |
| Reino Unido (UK Dance Chart)    | 1              |
| Reino Unido (UK Singles Chart)  | 13             |
| Suiza (Schweizer Hitparade)     | 68             |